# 歷史博物館
历史博物馆是展出有关历史内容的一类博物馆。该种博物馆分布于世界各地，是常见的博物馆类型之一。

## 各地的歷史博物館
- 國立歷史博物館
- 國立台灣歷史博物館
- 高雄市立歷史博物館
- 上海市历史博物馆
- 香港歷史博物館
- 陕西历史博物館
- 北京歷史博物館
- 杭州歷史博物館
- 宁波歷史博物館
- 美國自然歷史博物館
- 瑞典歷史博物館
- 事故歷史博物館